# Приключенията на Хъкълбери Фин
„Приключенията на Хъкълбери Фин“ (на английски: Adventures of Huckleberry Finn) е роман на Марк Твен, публикуван за пръв път в Обединеното кралство през декември 1884 г. и в Щатите през февруари 1885 г. Често считан за един от най-значимите американски романи, той е сред първите в американската литература, написан на диалектен английски език. Книгата е разказана от първо лице от Хъкълбери „Хък“ Фин, приятел на Том Сойер, а повествованието се развива в същата среда както в другите два романа на Твен („Том Сойер зад граница“ и „Том Сойер детектив“). Романът е директно продължение на „Приключенията на Том Сойер“.
Книгата се отличава с колоритното си описание на хора и места по река Мисисипи. Действието се развива в Американския Юг в края на 19 век, когато властват специфични утвърдени нагласи, особено расизмът. „Приключенията на Хъкълбери Фин“ често е разтърсваща сатира на тези южняшки порядки и излиза от печат около 20 години след като въпросната ера отминава (след Американската гражданска война).
Изключително популярен сред читателите, „Приключенията на Хъкълбери Фин“ става обект на проучване (и все още е) от страна на литературните критици още с публикуването си. Книгата е широко критикувана при издаването си поради широката употреба на груб език. През целия 20 век и въпреки аргументите, че главният герой в книгата е антирасист, критиката към книгата продължава, както поради използваните в нея расови стереотипи, така и поради честата употреба на считана за расова обида днес негър.
Въпреки това, редица автори считат книгата за шедьовър. Ърнест Хемингуей казва: „Съвременната литература произлиза от една книга на Марк Твен, наречена „Хъкълбери Фин“... Това е най-добрата книга, която имаме, а цялата американска литература произлиза от нея... Няма нищо толкова добро оттогава“.